# Helsingin Jalkapalloklubi
Helsingin Jalkapalloklubi (sau HJK), internațional cunoscut ca HJK Helsinki este un club de fotbal din capitala Finlandei, Helsinki. Echipa susține meciurile de acasă pe Finnair Stadium cu o capacitate de 10.770 de locuri.

## Istorie
Clubul a fost fondat ca "Helsingfors Fotbollsklubb" în 1907 de Fredrik Wathen.
În general este considerat ca fiind cel mai mare club din Finlanda, fiind și cel mai de succes club având câștigate 24 de campionate.Clubul de asemenea a câștigat  10 Cupe ale Finlandei și 5 Cupe ale Ligii Finlandei.Mulți dintre fotbaliștii de succes finlandezi au jucat la HJK Helsinki înainte de a pleca în străinătate.
HJK Helsinki este singurul club din Finlanda care a jucat în UEFA Champions League faza grupelor.

## Palmares
- Campionate ale Finlandei:
  - Câștigători (32): 1911, 1912, 1917, 1918, 1919, 1923, 1925, 1936, 1938, 1964, 1973, 1978, 1981, 1985, 1987, 1988, 1990, 1992, 1997, 2002, 2003, 2009, 2010, 2011, 2012, 2013, 2014, 2017, 2018, 2020, 2021, 2022
  - Locul doi (13): 1921, 1933, 1937, 1939, 1956, 1965, 1966, 1982, 1983, 1999, 2001, 2005, 2006
- Cupa Finlandei:
  - Câștigători (10): 1966, 1981, 1984, 1993, 1996, 1998, 2000, 2003, 2006, 2008
  - Locul doi (4): 1975, 1985, 1990, 1994
- Cupa Ligii Finlandei:
  - Câștigători (4): 1994, 1996, 1997, 1998
  - Locul doi (2): 1995, 2009
- Campionatul de fotbal feminin din Finlanda:
  - Câștigători (22): 1971, 1972, 1973, 1974, 1975, 1979, 1980, 1981, 1984, 1986, 1987, 1988, 1991. 1992, 1995, 1996, 1997, 1998, 1999, 2000, 2001, 2005

### Europa
- UEFA Europa League
  -  Faza Grupelor (1) : 2015